# The Racket
The Racket è un film muto del 1928 diretto da Lewis Milestone e prodotto da Howard Hughes.

## Distribuzione
Distribuito dalla Paramount Pictures, il film fu presentato in prima a New York il 30 giugno. Uscì nelle sale USA il 1º settembre 1928. Copia del film viene conservata negli archivi dell'University of Nevada Las Vegas Film Department (Howard Hughes collection).

### Date di uscita
- USA	30 giugno 1928	 (première)
- USA	1º novembre 1928
- Portogallo	23 ottobre 1929
- Estonia	18 febbraio 1930

Alias
- A Lei dos Fortes	Brasile / Portogallo
- La horda	Spagna
- Salakaubitsejate kuningas	Estonia

## Riconoscimenti
- 1929 - Premio Oscar
  - Nomination Miglior film alla The Caddo Company